# Elaptus dimidiatus
Elaptus dimidiatus là một loài bọ cánh cứng trong họ Cerambycidae.